# Långörgrundet
Långörgrundet is een Zweeds eiland behorend tot de Lule-archipel. Het eiland ligt voor de kust van het grotere eiland Brändön. Het heeft geen oeververbinding en er staat één gebouw op het eiland. Aan de zuidpunt is inmiddels een ander eiland vastgegroeid.